# UrgențeOxigen

Logo-ul oficial al UrgențeOxigen, serviciu românesc de închiriere și livrare de echipamente respiratorii

UrgențeOxigen este un serviciu medical privat din România, specializat în livrarea și închirierea de echipamente respiratorii, precum concentratoare de oxigen, CPAP și BiPAP. A fost fondat în 2018 de antreprenorul Alexandru Diaconescu, din dorința de a oferi sprijin pacienților cu afecțiuni respiratorii care nu beneficiază de acces rapid la tratamente în sistemul public.

## Activitate
UrgențeOxigen funcționează ca o rețea logistică activă 24/7, fiind prima și singura companie din România care oferă astfel de servicii în regim de urgență la nivel național. Serviciile sunt disponibile atât prin comenzi directe, cât și prin platforma online afiliată, CPAPMed.ro, care oferă o gamă largă de echipamente respiratorii, accesorii și servicii de întreținere.

## Echipamente și servicii oferite
- Închiriere și vânzare de concentratoare de oxigen - Aparate CPAP și BiPAP pentru tratamentul apneei în somn - Echipamente portabile pentru pacienții cu mobilitate redusă - Asistență tehnică și livrare rapidă, inclusiv în regim de urgență
În 2025, rețeaua operațională a companiei cuprindea peste 500 de echipamente: aproximativ 200 de concentratoare de oxigen și peste 400 de aparate CPAP și BiPAP.

## Platforma CPAPMed.ro
CPAPMed.ro este o platformă online afiliată serviciului UrgențeOxigen, specializată în distribuția de aparatură medicală pentru tratamentul apneei în somn și a altor afecțiuni respiratorii. Platforma include produse certificate, opțiuni de închiriere și suport tehnic pentru pacienți la nivel național.

## Recunoaștere
Serviciul UrgențeOxigen a fost menționat în presa națională pentru activitatea constantă în domeniul sănătății respiratorii, fiind evidențiat în publicații precum Capital, Evenimentul Zilei, InfoFinanciar și Știri pe Surse.